# والتر س. سويني جونيور
والتر س. سويني جونيور (بالإنجليزية: Walter C. Sweeney, Jr.) هو ضابط أمريكي، ولد في 23 يوليو 1909 في ويلينغ في الولايات المتحدة، وتوفي في 22 ديسمبر 1965 في Homestead Air Reserve Base ‏ في الولايات المتحدة.